# 葆拉·伊万

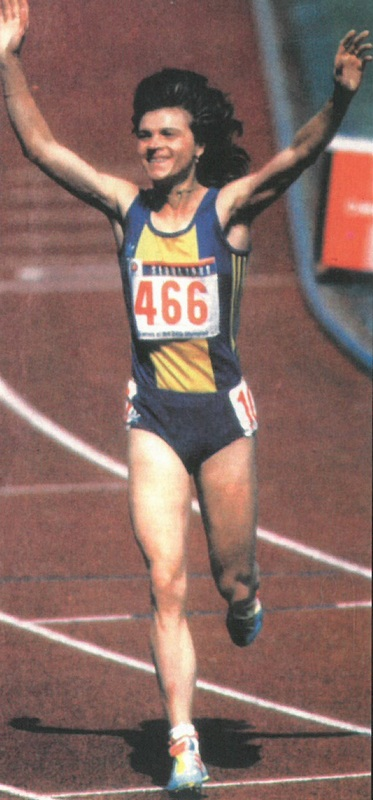
葆拉·伊万

葆拉·伊万（羅馬尼亞語：Paula Ivan，1963年7月20日—），罗马尼亚女子田径运动员。她曾代表罗马尼亚参加1988年夏季奥林匹克运动会田径比赛，获得女子1500米金牌和女子3000米银牌。